# Нојвид
Нојвид (њем. Neuwied) град је у њемачкој савезној држави Рајна-Палатинат. Једно је од 62 општинска средишта округа Нојвид. Према процјени из 2010. у граду је живјело 64.885 становника. Посједује регионалну шифру (AGS) 7138045.

## Географски и демографски подаци
Нојвид се налази у савезној држави Рајна-Палатинат у округу Нојвид. Град се налази на надморској висини од 60 метара. Површина општине износи 86,5 km². У самом граду је, према процјени из 2010. године, живјело 64.885 становника. Просјечна густина становништва износи 750 становника/km².

## Међународна сарадња
| Мјесто       | Држава               | Врста сарадње | Од    |
| ------------ | -------------------- | ------------- | ----- |
| Агд          | Француска            | контакт       | 2005. |
| Бевервејк    | Холандија            | контакт       | 1965. |
| Дром Хашарон | Израел               | партнерство   | 1987. |
| Бромли       | Уједињено Краљевство | партнерство   | 1987. |
|              | Швајцарска           | контакт       | 1966. |
| Извор        |                      |               |       |